# Lineage II
Lineage II (/ˈlɪnɪɪʤ tu:/; кор. 리니지 2; ) — компьютерная игра в жанре MMORPG для ОС Windows, изданная компанией NCSOFT. Первый релиз игры состоялся 1 октября 2003 года в Южной Корее. Игра является приквелом, действие в которой происходит за 150 лет до событий первой части Lineage. Игра выполнена в жанре фэнтези. Сюжет разворачивается на разоренных распрями богов землях Адена и Грации. В суровых условиях, среди последствий войны богов и постоянных катаклизмов, обитатели двух континентов вынуждены постоянно сражаться за свою жизнь и благосостояние. Российское издание Lineage 2 вышло 5 лет спустя: первые серверы игры были запущены 15 декабря 2008 года. Издатель на территории России и СНГ — компания «Иннова».

## Игровой процесс
Lineage 2 — это классическая MMORPG с видом от третьего лица. В начале игроку предлагается создать персонажа, выбрав пол, одну из 7 рас (люди, эльфы, темные эльфы, орки, гномы, камаэль или артеи) и начальный архетип (воин или мистик). После этого игрок попадает в открытый мир, в котором ему предстоит развивать персонажа.

### PvE-составляющая
В Lineage 2 игрок может выполнять квесты, сражаться с монстрами, убивать рейдовых боссов, проходить подземелья и т. д. За это персонаж будет получать опыт, а при накоплении определённого  количества повышать свой уровень. При достижении 20-го, 40-го, 76-го и 85-го уровней персонаж развивает свой класс — получает новую профессию и умения. Всего в игре 36 классовых профессий, которые относятся к классическим для ролевой игры архетипам. Повысив уровень персонажа до 105-го, игрок может создать ему второй класс. Его тоже придётся развивать. Впоследствии позволит переключаться между двойным и основным классом, исходя из потребностей и стиля игры.

### PvP-составляющая
В Lineage 2 действует свободная PvP-система, не ограниченная специальными режимами. То есть игрок может атаковать другого игрока в любое время. При этом имя атакующего персонажа окрашивается в фиолетовый цвет, что означает его готовность к сражению. Если игрок, ставший целью, не окажет сопротивления, то после убийства атакующему будут начислены очки отрицательной кармы, а имя его персонажа окрасится в красный цвет, сигнализирующий о хаотическом состоянии. Убийцы мирных игроков получают штраф в виде негативных эффектов, пока их карма вновь не станет положительной.
В игре представлено несколько видов PvP-активностей, как одиночных, так и рассчитанных на сотни человек:
- «Всемирная Олимпиада» — состязание, в котором игроки разных классов сражаются на аренах один против другого; в конце месяца победитель получает титул героя своего класса.
- «Фестиваль Хаоса» — аналог королевской битвы. Персонажи попадают на арену и сражаются в формате «один против всех», пока «в живых» не останется один персонаж.
- Охота за «проклятым оружием» — активность в открытом мире. Игрок захватывает «проклятое оружие», за которым начинают охотиться многие игроки всего сервера. Цель игрока — выжить и убить «проклятым оружием» как можно больше других персонажей, чтобы получить награду.
- Осада замков — глобальная активность в масштабах сервера, которая проводится 1 раз в 2 недели. Любой клан может захватить один из 8 замков, чтобы потом на протяжении двух недель получать за это специальные бонусы. С началом следующего двухнедельного цикла другие кланы могут предпринять попытку отвоевать замок или помочь текущим владельцам с обороной.
- «Осады Иного Измерения» — вариант осад замков в межсерверном масштабе.

## Боевая система
Для атаки игрок должен выделить цель мышью, затем использовать действия или умения, расположенные на панели быстрого доступа. В качестве альтернативы традиционному (то есть вручную) управлению персонажем при охоте на монстров в Lineage 2 можно использовать так называемый «Автобой» — систему, при которой персонаж автоматически выделяет монстра, атакует его заранее выбранными умениями и при необходимости использует зелья восстановления здоровья. Однако, при этом персонаж легко может стать жертвой убийц мирных игроков.

## Альтернативные версии игры

### Lineage 2 Classic
В Lineage 2 Classic разработчики пошли навстречу части сообщества, считавшей самой интересной версию игры до обновления Goddess of Destruction, вышедшего в 2011 году. Для них был представлен отдельный проект, который похож на старые версии игры, но развивается по отличному от них пути, близкому по духу игрокам «старой школы». В России проект был запущен 18 ноября 2014 года.
Основные отличия от основной версии: отсутствие расы артей, которая появилась после обновления Goddess of Destruction; отсутствие возможности получения 4-й профессии; отсутствие возможности получения двойного класса; «классическая» «партийная» система из предшествующих Goddess of Destruction версий игры.

### Lineage 2 Essence
Lineage 2 Essence — другая альтернативная версия игры. В Корее Essence вышла в 2018 году под названием Lineage 2 Aden как комплекс дополнительных серверов к версии Lineage 2 Classic. Официальный релиз в России состоялся 23 апреля 2019 года под названием Essence. Данная версия позиционируется как полноценная игра вне состава Lineage 2 Classic. Издатель заявляет, что название Essence символизирует суть новой версии — самой легкой в освоении и прокачке.
Основными отличиями от основной версии игры является возможность «автоматической охоты» (система автоматического боя), общее ускорения процесса повышения уровня персонажей и самодостаточность классов персонажей. Класс «рыцарь смерти», которым могут стать представители людей, эльфов и темных эльфов; система питомцев — убив особого рейдового босса, игроки могут получить одного из питомцев — кукабарру, дракона, тигра, волка, ястреба или буйвола, — питомец эволюционирует, прокачивается и помогает хозяину в бою; набор PvP-активностей, кардинально отличающийся от основной версии. Также в этой версии есть особые межсерверные зоны («Логово Антараса», «Первобытный Сад»), в которых игроки сражаются за право убийства ключевых рейдовых боссов.
К недостаткам версии на 2019 год (в российской локализации) относили старую программную основу («движок») игры, повторяющую ошибки из предыдущих версий Lineage и неудачную для игрока схему монетизации.

## Критика
| Сводный рейтинг       | Сводный рейтинг      |
| Агрегатор             | Оценка               |
| --------------------- | -------------------- |
| GameRankings          | 64,78 %              |
| Metacritic            | 62/100 (37 рецензий) |
| MobyRank              | 66/100               |
| «Критиканство»        | 82/100 (3 рецензии)  |
| Иноязычные издания    |                      |
| Издание               | Оценка               |
| 1UP.com               | 6,5/10               |
| CVG                   | 61/100               |
| G4                    | 2/5                  |
| Game Informer         | 7,25/10              |
| GameSpot              | 6/10                 |
| GameSpy               | [ 21 ]               |
| GameZone              | 8,2/10               |
| IGN                   | 6,7/10               |
| Русскоязычные издания |                      |
| Издание               | Оценка               |
| «Домашний ПК»         | [ 24 ]               |
| Награды               |                      |
| Издание               | Награда              |
| ЛКИ                   | корона               |

Оригинальная версия игры (Lineage II: The Chaotic Chronicle) получила оценку 82/100 на агрегаторе рецензий русскоязычных изданий «Критиканство» на основе 3 рецензий. На иностранных агрегаторах рецензий игра получила 64,78 % на GameRankings на основе 38 рецензий и 62/100 на Metacritic на основе 37 рецензий.
Игра в версии Lineage II: The Chaotic Throne получила оценку 83/100 на «Критиканстве» на основе 3 рецензий и 56,50 % на GameRankings на основе 6 рецензий.